# Junín (departement van Mendoza)
Junín (Mendoza) is een departement in de Argentijnse provincie Mendoza. Het departement (Spaans:  departamento) heeft een oppervlakte van 263 km² en telt 35.045 inwoners.

## Plaatsen in departement Junín
- Algarrobo Grande
- Alto Verde
- Ingeniero Giagnoni
- Junín
- La Colonia
- Los Barriales
- Medrano
- Mundo Nuevo
- Phillips
- Rodríguez Peña